# مارك هاريسون (لاعب كرة قدم أمريكية)
مارك هاريسون (بالإنجليزية: Mark Harrison)‏ هو لاعب كرة قدم أمريكية أمريكي، ولد في 11 ديسمبر 1990 في Stratford, Connecticut ‏ في الولايات المتحدة.

## وصلات خارجية
- مارك هاريسون على موقع مرجع كرة القدم المحترفة.كوم (الإنجليزية)